# Головацький Яків (василіянин)
о. Яків Головацький ЧСВВ (чернече ім'я Ізихіїл, Ісихій; пол. Głowacki Jaków; 1735, Віньківці — після 1771, ймовірно, Почаїв) — живописець, греко-католицький священник-василіянин.

## Життєпис
Народився в містечку Віньківцях (нині — селище міського типу, центр Віньковецького району Хмельницької області, Україна).
Навчався в малярській школі при Києво-Печерській лаврі. 1762 року вступив до монастиря отців Василіян у Почаєві, 1770 року висвячений на священника. Перебував і малював у монастирях Заґорова, Підгірців (також, можливо, близько 1765 року виконував розписи в костелі святого Йосипа), Почаєва.
У 1770–1771 роках виконав фрески у церкві Воздвиження Чесного Хреста монастиря оо. Василіян у Бучачі: на склепіннях — «Сон Костянтина», «Жертва Авраама», «Самсон з левом», «Мойсей з мідним змієм»; на стінах — «Знайдення Христа Святою Єленою», «З'явлення Христа Юліянові відступнику», «Житія» св. Іоанна Дамаскина, Володимира і Василія Великих. Фрески були знищені вогнем під час найбільшої пожежі в Бучачі 29 липня 1865 року. Зберігся портрет магната, власника Бучача Миколи Василя Потоцького у весь зріст (1771 року), який перебував у церкві Покрови Пресвятої Богородиці в Бучачі (нині — у Тернопільському ОКМ). У 1770-х роках навчав малярства у школі при монастирі оо. Василіян у Бучачі.